# Roberto Scarpinato
Roberto Maria Ferdinando Scarpinato (Caltanissetta, 14 gennaio 1952) è un politico ed ex magistrato italiano, senatore della XIX legislatura per il Movimento 5 Stelle.

## Biografia
Inizia la carriera in magistratura nel 1978. Dopo avere prestato servizio presso la Procura della Repubblica di Palermo nel 1989 si occupa – tra gli altri processi – della requisitoria al processo sull'omicidio di Piersanti Mattarella, Presidente della Regione Siciliana, di Pio La Torre, segretario regionale del PCI, di Michele Reina, segretario provinciale della Democrazia Cristiana e di Carlo Alberto dalla Chiesa, prefetto di Palermo.
Dopo la strage di via D'Amelio del 19 luglio 1992, è il promotore della rivolta di otto sostituti procuratori contro il procuratore Pietro Giammanco, al quale viene addebitata la responsabilità di avere progressivamente isolato Giovanni Falcone, inducendolo ad andare via dalla Procura di Palermo. Quella clamorosa presa di posizione innesca un conflitto interno alla Procura di Palermo che costringe il Consiglio Superiore della Magistratura a intervenire e induce il procuratore Giammanco a chiedere il trasferimento.
Alla Procura della Repubblica di Palermo inizia così una svolta: Giancarlo Caselli è il nuovo Procuratore; viene arrestato Salvatore Riina e vengono avviate le indagini per alcuni dei più importanti processi sui rapporti tra mafia e potere, che porteranno sul banco degli accusati molti intoccabili, tra i quali il senatore Giulio Andreotti (il quale fu prescritto per i fatti antecedenti al 1980 e assolto per i fatti successivi al 1980) e Bruno Contrada, numero tre dei servizi segreti civili, il quale sarà condannato a dieci anni di reclusione per concorso esterno in associazione mafiosa. Il 7 luglio 2017 la corte di cassazione revoca, tramite annullamento senza rinvio, la condanna per concorso esterno in associazione mafiosa a Contrada, dichiarandola "ineseguibile e improduttiva di effetti penali" poiché il fatto non era previsto come reato (articolo 530, comma 1 c.p.p.), in accoglimento di una sentenza della Corte europea dei diritti dell'uomo di Strasburgo. La nuova stagione dell'antimafia decolla definitivamente portando all'arresto dei più importanti capi della mafia militare, a centinaia di condanne all'ergastolo e contemporaneamente alla prosecuzione di indagini e processi sul versante strategico delle collusioni con i colletti bianchi.
Tra i processi più rilevanti gestiti da Scarpinato assumono un rilievo nazionale quelli a carico del senatore Giulio Andreotti e di Bruno Contrada numero tre dei servizi segreti civili.
Nel 1998 il nome di Scarpinato torna alla ribalta per l'indagine sui cosiddetti "sistemi criminali", che investe i moventi e i retroscena politici delle stragi del 1992 e del 1993. Divenuto Procuratore aggiunto, conduce pressanti indagini sui rapporti tra la mafia e la massoneria deviata, sulla trattativa tra lo Stato e Cosa nostra nel periodo delle stragi, e sui rapporti tra mafia ed economia.
Nel 2005 assume la direzione del Dipartimento mafia-economia all'interno del quale crea un gruppo di magistrati e investigatori specializzati, che smantella colossali patrimoni illegali, giungendo a sequestrare dal 2008 al 2010 beni in Italia e all'estero per un valore di circa tre miliardi e cinquecento milioni di euro. Il Dipartimento comprende anche il settore delle misure di prevenzione antimafia che nel 2010 ottiene la certificazione di qualità ISO 9001.

### Il periodo da procuratore generale
Nel giugno 2010 viene nominato Procuratore generale presso la corte di appello di Caltanissetta.
Durante tale incarico gestisce il complesso procedimento per la revisione delle sentenze di condanna emesse nei processi cosiddetti "Borsellino uno e Borsellino bis" per la strage di via D'Amelio del 19 luglio 1992 nella quale furono assassinati il dott. Paolo Borsellino, Procuratore aggiunto della Procura di Palermo e cinque agenti della sua scorta: Agostino Catalano, Emanuela Loi, Vincenzo Li Muli, Walter Eddie Cosina e Claudio Traina. Il procedimento di revisione traeva origine dall'inizio della collaborazione con la giustizia in data 26 giugno 2008 di Gaspare Spatuzza, esponente mafioso già condannato all'ergastolo per le stragi del 1993 e per altri numerosi e gravissimi delitti, tra i quali l'omicidio di padre Puglisi e l'omicidio del piccolo Giuseppe Di Matteo.
Questi confessava di avere partecipato su ordine del suo capo Giuseppe Graviano e unitamente ad altri soggetti inseriti in Cosa nostra, alla fase esecutiva della strage di Via D'Amelio consistente nel furto dell'autovettura Fiat 126 utilizzata come autobomba, alla sostituzione della targa originale con altra rubata da altra autovettura, allo spostamento della vettura nel locale dove era stata imbottita di esplosivo, fornendo una serie di dettagli che, a seguito di una imponente attività di indagine, consentivano di ritenere veritiere le sue dichiarazioni.
Tale sopravvenuta collaborazione e le nuove prove acquisite sgretolavano il costrutto probatorio delle sentenze emesse in precedenza basate sulle dichiarazioni di soggetti rivelatisi falsi collaboratori di giustizia - Vincenzo Scarantino e Salvatore Candura - i quali pur essendo totalmente estranei al fatto delittuoso, avevano accusato sé stessi e altri innocenti di avere partecipato all'esecuzione della strage. Dichiarazioni false rese, unitamente a quelle di un altro pseudo collaboratore - Francesco Andriotta - su suggerimento di soggetti esterni a Cosa nostra e appartenenti ad apparati istituzionali.
Scarpinato chiedeva pertanto alla corte di appello di Catania, competente a decidere sulla revisione, di sospendere immediatamente l'esecuzione della pena nei confronti di tutti i soggetti ingiustamente condannati, rimettendoli in libertà. La richiesta veniva accolta il 27 ottobre 2010 e a seguito della conclusione del processo di revisione, venivano assolti tutti gli imputati condannati all'ergastolo per la strage (Salvatore Profeta, Cosimo Vernengo, Giuseppe Urso, Giuseppe La Mattina, Natale Gambino, Gaetano Scotto, Gaetano Murana).
Il 7 febbraio 2013 è nominato, dal plenum del Consiglio Superiore della Magistratura, con le sole astensioni dei due membri laici del PdL e del membro laico della Lega Nord, nuovo Procuratore generale presso la corte d'appello di Palermo.
Nel nuovo ufficio ha gestito processi di rilievo nazionale. Nel luglio del 2015 avvalendosi del potere attribuitogli in qualità di procuratore generale dall'art. 412 c.p.p., ha avocato il procedimento per il duplice omicidio dell'agente della Polizia di Stato Antonino Agostino e della moglie Ida Castelluccio, assassinati il 5 agosto 1989, un caso rimasto irrisolto per più di venticinque anni, del quale la Procura della Repubblica di Palermo aveva chiesto l'archiviazione. A seguito delle nuove indagini svolte dalla Procura generale che tra l'altro portavano alla luce torbidi rapporti tra le famiglie mafiose dei Madonia e dei Galatolo e soggetti appartenenti ai servizi segreti dei quali l'agente Agostino era venuto a conoscenza nel corso di una attività, l'inchiesta ha portato il 19 marzo 2021 alla condanna all'ergastolo in primo grado del capo mafia Antonino Madonia.
Per la refluenza di talune indagini condotte sotto la sua guida dalla Procura generale di Palermo nei procedimenti stragi del 1992 e del 1993, ha partecipato presso la Direzione nazionale antimafia e antiterrorismo alle riunioni di coordinamento per le indagini sui mandanti esterni di tali stragi unitamente ai procuratori della Repubblica di Palermo, Caltanissetta, Reggio Calabria e Firenze.
A causa dell'attività svolta in tanti procedimenti concernenti la criminalità del potere e i rapporti di collusioni con la mafia di colletti bianchi del mondo della politica, delle istituzioni e della economia, è stato spesso al centro di interrogazioni parlamentari, articoli polemici e di attacchi.
Nel luglio del 2012 su richiesta di un componente laico del CSM veniva aperta una pratica per il suo trasferimento di ufficio perché in occasione di un intervento svolto su invito dei familiari di Paolo Borsellino il 19 luglio 2012 nella ricorrenza del ventennale della strage di Via D'Amelio nell'ora e nel luogo della strage, aveva manifestato il disagio provato in passato nel constatare che in occasione delle commemorazioni ufficiali dei magistrati assassinati dalla mafia erano presenti tra le prime fila anche personaggi che rivestivano cariche pubbliche, la cui condotta non appariva coerente con i valori di legalità.
La pratica di trasferimento non aveva alcun corso a seguito di una serie di prese di posizione a suo favore da parte dell'ANM nazionale, di parenti delle vittime delle stragi, di associazioni culturali e da 528 magistrati in servizio presso uffici giudiziari di tutto il paese, i quali sottoscrivevano e inviavano al CSM un documento con il quale ribadivano che il discorso pronunciato da Scarpinato costituiva esercizio non censurabile del diritto costituzionalmente garantito di manifestare il proprio pensiero. Nel 2021 l'ex magistrato Luca Palamara ha scritto nel libro Il Sistema, dedicato alle pratiche lottizzatorie tra le varie correnti della magistratura nei concorsi per il conferimento degli incarichi di vertice, che Scarpinato era persona vicina ad Antonello Montante, ex Presidente di Confindustria Sicilia, condannato dalla corte di appello di Caltanissetta a otto anni di reclusione per associazione per delinquere finalizzata a vari reati, e che avrebbe chiesto a Montante, allora in auge, una segnalazione per essere nominato Procuratore generale a Palermo. Dopo venticinque anni in magistratura, venne rimosso dall'ordine giudiziario nel 2020, a seguito di una decisione del CSM, confermata in via definitiva dalle Sezioni Unite della Corte di Cassazione nel 2021. Scarpinato ha replicato con un lungo articolo pubblicato su il Fatto Quotidiano l'11 febbraio 2022.
È autore di numerose pubblicazioni in Italia e all'estero e collabora anche con la rivista MicroMega.

### L'impegno politico
In occasione delle elezioni politiche anticipate del 25 settembre 2022 viene candidato con il Movimento 5 Stelle per il Senato come capolista nel collegio plurinominale delle circoscrizioni di Sicilia e Calabria, venendo infine eletto in quest'ultima, non senza polemiche per questo repentino passaggio dalla toga alla politica.
L'11 dicembre 2023 viene eletto coordinatore del Comitato nazionale Giustizia e legalità del Movimento 5 Stelle.

## Processi
Fra i principali processi a cui ha preso parte:
- quello a carico del senatore Giulio Andreotti, insieme a Guido Lo Forte e Gioacchino Natoli per il reato di associazione di tipo mafioso. Nell'occasione, Scarpinato è il più giovane fra i componenti della pubblica accusa[20]. Il processo di appello inizierà poi il 19 aprile 2001[21].
- quello per l'omicidio Salvo Lima, europarlamentare democristiano.
- quello per l'omicidio di Piersanti Mattarella, presidente della Regione Siciliana[1].
- quello per l'omicidio di Pio La Torre, segretario regionale del PCI[1].
- quello per l'omicidio di Carlo Alberto dalla Chiesa, prefetto di Palermo[1].
- quello per l'omicidio di Michele Reina, segretario provinciale della Democrazia Cristiana.
- indagine relativa ai progetti di eversione dell'ordine democratico sottostanti alle stragi del 1992 e del 1993.

## Critiche e controversie
Roberto Scarpinato ha ricevuto critiche per aver chiesto e ottenuto l'archiviazione dell'inchiesta "Mafia e appalti" di Giovanni Falcone e Paolo Borsellino. 
Il 1º febbraio 2023 i giornalisti Piero Sansonetti e Damiano Aliprandi furono condannati per diffamazione verso Roberto Scarpinato (all'epoca dei fatti procuratore generale di Palermo) e nei confronti dell'ex procuratore della Repubblica di Messina Guido Lo Forte. "L'archiviazione del luglio 1992? Non è l'archiviazione di mafia-appalti. Mafia-appalti continua anche dopo quella archiviazione, tant'è che il 5 settembre 1992 viene depositata la nuova informativa sulla Sirap e nel maggio 1993 vengono arrestati 25 personaggi, tra cui lo staff direttivo della Sirap, l'onorevole Lombardo e fu chiesta autorizzazione a procedere nei confronti dei Ministri. Quindi quella archiviazione non riguardava mafia-appalti, come spesso nella stampa si legge impropriamente, ma riguardava soltanto la posizione di alcuni soggetti per cui non erano stati aggiunti sufficienti elementi anche a causa di una grave anomalia istituzionale".
Inoltre nel 1999 l’onorevole Mancuso addebitò a Scarpinato con una interrogazione parlamentare di avere venduto nel 1996 un immobile di cui era comproprietario alla moglie di un soggetto che nel 1992 era stato indagato e archiviato dallo stesso Scapinato. Il Ministro della Giustizia dopo avere effettuato accertamenti escluse in radice qualsiasi sospetto di irregolarità.. In relazione all'archiviazione di questi procedimenti disciplinari, Luca Palamara sostiene nel suo libro Il Sistema, che il CSM non volle sanzionare Scarpinato per interessi non regolari. 
In data 22 settembre 2022 Roberto Scarpinato annuncia di aver denunciato Piero Sansonetti, ex direttore de Il Riformista che in un articolo aveva riesumato le vecchie accuse dell'ex ministro Mancuso, già chiarite alla fine degli anni 90.
Luca Palamara ha dichiarato che Roberto Scarpinato avrebbe chiesto favori e raccomandazioni ad Antonello Montante (ex presidente della Confindustria siciliana processato per avere raccolto informazioni su magistrati), tuttavia l'ex procuratore siciliano non avrebbe avuto conseguenze giudiziarie a causa di convergenze di interessi all'interno della magistratura, secondo Palamara, cioè non ci sono riscontri alle parole di Palamara.

## Pubblicazioni

### Il ritorno del principe
(Leonardo Sciascia)
Il ritorno del principe è un saggio del giornalista Saverio Lodato e del procuratore aggiunto presso la Procura antimafia di Palermo Roberto Scarpinato pubblicato nel 2008 da Chiarelettere. Del libro Marco Travaglio dice: "In un altro paese susciterebbe polemiche e dibattiti furibondi, invece è stato subito avvolto da una coltre di imbarazzato silenzio".

#### Edizioni
- Roberto Scarpinato, Il ritorno del principe, Chiarelettere,  p. 347.

### Altre
- Mafia e Politica, in Anatomia di un regime, Palermo 1992;
- Caratteristiche e dinamiche degli omicidi ordinati ed eseguiti da Cosa Nostra, in Segno 1996;
- La mafia dei mandanti, in MicroMega, 1996;
- L'anomalia italiana, in MicroMega 1996;
- Cosa Nostra e il male oscuro della dispersione del sé, in La mafia dentro. Psicologia e psicopatologia di un fondamentalismo, ed. FrancoAngeli, 1997;
- Il Dio dei mafiosi, in MicroMega, 1998;
- Jetzt gehörst Du nicht mehr dieser Welt, in Reportagen uber die Mafia, (a cura di C. Butta), edizione Hirzel Verlag, Stuttgart – Leipzi] 1999;
- La normalità italiana, storia di ordinarie violenze, in MicroMega, 2002;
- Cosa Nostra, Storia ed avvenire della mafia, in MicroMega, 2004;
- La storia dell'Italia mafiosa e dell'Italia civile, in MicroMega, 2004;
- Oltre la Polis mafiosa, in La Polis mafiosa, edizione FrancoAngeli, 2005;
- Il pensiero autoritario, in La violenza tollerata, (a cura di A. Dino), Mimesis Edizioni, Milano;
- Legalità, questione morale, cultura della giustizia: il ruolo del cattolicesismo italiano, in Adista n. 26, aprile 2006;
- Relativismi laici e relativismi cattolici, in MicroMega, 2006;
- I Sistemi criminali, in Sistemi criminali e metodo mafioso (a cura di A. Dino), ed. FrancoAngeli, 2008;
- Borghesia mafiosa, in Nuovo Dizionario di Mafia e Antimafia, ed. EGA Torino, 2008;
- Le indagini patrimoniali in Le misure di prevenzione patrimoniali dopo il pacchetto di sicurezza, ed. Nel diritto, Roma 2008;
- Criminalità e potere, in Identità Italiana tra Europa e Società Multiculturale, 2009, Edizione a cura della Scuola Superiore Santa Chiara dell'Università di Siena e della Fondazione Intercultura;
- La criminalità sistemica come metodo di governo, in Cosmopolis, ed. Morlacchi Editore, Perugia, 2009;
- Crimini dei colletti bianchi ed attacco alla democrazia, in Criminalità dei potenti e metodo mafioso  (a cura di A. Dino), Mimesis Edizioni, Milano 2009;
- Crimes de colarinho branco e assalto à democracia, in Novas tendências da criminalidade transnacional mafiosa  (a cura di A. Dino e W. Fanganiello Maierovitch), ed. Brasileira Editora Unesp, Sao Paulo 2010;
- Don Rodrigo e la Costituzione, in MicroMega, 2010.